# Ludovico Ideo
Ludovico Ideo (Pietraperzia, 21 aprile 1811 – Lipari, 4 dicembre 1880) è stato un vescovo cattolico italiano.

## Biografia
È nato il 21 aprile 1811 a Pietraperzia nell'allora diocesi di Catania e poi, dal 1817, nella neo eretta diocesi di Piazza Armerina.
Entrato nell'Ordine dei frati predicatori nel 1832, è stato ordinato presbitero il 15 marzo 1834.
Il 25 giugno 1858 papa Pio IX lo ha nominato vescovo di Lipari.
Ha ricevuto l'ordinazione episcopale il successivo 4 luglio nella chiesa di Sant'Atanasio a Roma dal cardinale Girolamo d'Andrea,  prefetto della Congregazione dell'Indice, co-consacranti l'arcivescovo Gaetano Bedini, segretario della Congregazione di Propaganda Fide, e Alessandro Asinari di San Marzano, arcivescovo titolare di Efeso; ha preso possesso canonico della diocesi il successivo 8 ottobre.
Nel 1865 il governo propose alla Santa Sede di promuovere Ludovico Ideo, considerato «sinceramente devoto al governo», all'arcidiocesi di Catania, vacante dal 1861 per la morte di mons. Felice Regano, ma la Santa Sede non accettò ingerenze governative nelle nomine vescovili.
Ha partecipato al Concilio Vaticano I.
È morto a Lipari il 4 dicembre 1880 dopo 22 anni di governo pastorale della diocesi.

## Genealogia episcopale
La genealogia episcopale è:
- Cardinale Scipione Rebiba
- Cardinale Giulio Antonio Santori
- Cardinale Girolamo Bernerio, O.P.
- Arcivescovo Galeazzo Sanvitale
- Cardinale Ludovico Ludovisi
- Cardinale Luigi Caetani
- Cardinale Ulderico Carpegna
- Cardinale Paluzzo Paluzzi Altieri degli Albertoni
- Papa Benedetto XIII
- Papa Benedetto XIV
- Papa Clemente XIII
- Cardinale Marcantonio Colonna
- Cardinale Giacinto Sigismondo Gerdil, B.
- Cardinale Giulio Maria della Somaglia
- Cardinale Luigi Lambruschini, B.
- Cardinale Girolamo d'Andrea
- Vescovo Ludovico Ideo, O.P.